# Hubert Theophil Simar
Hubert Theophil Simar (ur. 14 grudnia 1835 w Eupen, zm. 24 maja 1902 w Kolonii) — niemiecki duchowny katolicki, biskup Paderborn i arcybiskup Kolonii.
Studiował teologię w Bonn i Münster, doktorat uzyskał w roku 1867. W latach 1892–1899 był biskupem Paderborn, a następnie w latach 1899-1902 arcybiskupem Kolonii.
Autor licznych rozpraw teologicznych, m.in. Lehrbuch der Dogmatik, kilka wydań we Fryburgu.